# Hrubá Skála
Obec Hrubá Skála leží v Českém ráji nedaleko Turnova v okrese Semily v Libereckém kraji. Žije zde 640 obyvatel. Nachází se v bezprostřední blízkosti zámku Hrubá Skála, který byl vystavěn na skalním pískovcovém masivu ve druhé polovině 14. století.

## Historie
První písemná zmínka o obci pochází z roku 1360.

## Pamětihodnosti
- Krucifix
- Zámek Hrubá Skála
- Socha svatého Jana Nepomuckého
- Řezníčkova vila
- Kostel svatého Josefa
- Socha svatého Prokopa
- Symbolický hřbitov horolezců
- Terénní pozůstatky hradu Radeč
- Arboretum Bukovina
- Přírodní památka Borecké skály
- Přírodní rezervace Hruboskalsko
- Přírodní památka Libuňka
- Přírodní rezervace Podtrosecká údolí

## Části obce
- Hrubá Skála
- Bohuslav
- Borek
- Doubravice
- Hnanice
- Krčkovice
- Rokytnice
- Želejov